# بريزبن بولتز
بريزبن بولتز (بالإنجليزية: Brisbane Bullets)‏ هو فريق كرة سلة أسترالي تأسس في سنة 1979 يقع في بريزبن ويدربه أندري ليمانيس. يلعب في الدوري الأسترالي لكرة السلة.